# Список картин Фріди Кало
Далі подано список відомих картин мексиканської художниці Фріди Кало. Він не містить рисунків, скетчів та акварелей.
| Рік     | Українська назва                                                       | Іспанська назва                                                                     | Матеріал                                           | Локація                                                 |
| ------- | ---------------------------------------------------------------------- | ----------------------------------------------------------------------------------- | -------------------------------------------------- | ------------------------------------------------------- |
| 1924    | Піднос з маками                                                        | Charola de amapolas                                                                 | Метал, олія, 40.5 см діаметр                       | Колекція Ізольди Пінедо-Кало                            |
| 1925    | Натюрморт (Троянди)                                                    | Naturaleza muerta (Rosas)                                                           | Полотно, олія, 41.2 x 30 см                        | Приватна колекція                                       |
| 1925    | Міський пейзаж                                                         | Paisaje urbano                                                                      | Полотно, олія, 34.29 x 40 см                       | Приватна колекція (Мехіко)                              |
| 1926    | Автопортрет в оксамитовій сукні                                        | Autorretrato con trajede terciopelo                                                 | Полотно, олія, 79 x 58 см                          | Приватна колекція (Мехіко)                              |
| 1927    | Ля Аделіта, Панчо Вілья, і Фріда                                       | La Adelita, Pancho Villa, y Frida                                                   | Полотно натягнуте на раму, олія, 65 x 45 см        | Тласкальський інститут культури (Мексика)               |
| 1927    | Якщо Аделіта... або Вершини                                            | Si Adelita... o Los Cachuchas                                                       | Полотно, олія, 65.3 x 45.1 см                      | Приватна колекція (Мехіко)                              |
| 1927    | Портрет Мігеля Н. Ліри                                                 | Retrato de Miquel N. Lira                                                           | Полотно, олія, 106 x 74 см                         | Тласкальський інститут культури (Мексика)               |
| 1927    | Портрет Адріани                                                        | Retrato de Adriana                                                                  | Полотно, олія, 105.9 x 73.9 см                     | Невідома                                                |
| 1927    | Портрет Аґустіна Ольмедо                                               | Retrato de Agustin Olmedo                                                           | Полотно, олія, 79 x 59 см                          | Койоякан (Мехіко)                                       |
| 1927    | Портрет Алісії Ґалант                                                  | Retrato de Alicia Galant                                                            | Полотно, олія, 107 x 93 см                         | Музей Долорес Ольмедо (Мехіко)                          |
| 1927    | Портрет Рут Кінтанільї                                                 | Retrato de Ruth Quintanilla                                                         | Полотно, олія (розміри невідомі)                   | Невідома                                                |
| c. 1927 | Портрет Хесуса Ріоса-і-Вальє                                           | Retrato de Jesús Ríos y Valle                                                       | Невідомий                                          | Картину знищено                                         |
| 1928    | Портрет Алехандро Ґомеса Аріаса                                        | Retrato de Alejandro Gómez Arias                                                    | Дерево, олія, 61.5 x 41 см                         | Приватна колекція (Мехіко)                              |
| 1928    | Портрет Крістіни, моєї сестри                                          | Retrato de Cristina, Mi Hermana                                                     | Дерево, олія, 99 x 81.5 см                         | Приватна колекція (Мехіко)                              |
| 1928    | Дівчинка, що сидить з качкою                                           | Niña Sentada con Pato                                                               | Полотно, олія, 100.3 x 40.3 см                     | Приватна колекція                                       |
| 1928    | Дві жінки                                                              | Dos mujeres                                                                         | Полотно, олія, 69 x 53 см                          | Музей витончених мистецтв (Бостон)                      |
| 1929    | Оголена індіанка                                                       | Desnudo de mujer India                                                              | Полотно, олія (розміри невідомі)                   | Невідома                                                |
| 1929    | Портрет дівчинки                                                       | Retrato de una niña                                                                 | Полотно, олія, 118.1 x 80 см                       | Музей Фріди Кало (Койоякан, Мехіко)                     |
| 1929    | Портрет дівчинки зі стрічкою на поясі                                  | Retrato de una niña con un lazo en la cintura                                       | Полотно, олія (розміри невідомі)                   | Невідома                                                |
| 1929    | Портрет Ізольди Пінедо Кало                                            | Retrato de Isolda Pinedo Kahlo                                                      | Полотно, олія, 65.5 x 44 см                        | Колекція Grupo Sura (Мехіко)                            |
| 1929    | Портрет Лупе Марін                                                     | Retrato de Lupe Marín                                                               | Полотно, олія (розміри невідомі)                   | Картину знищено                                         |
| 1929    | Портрет Вірґінії (Маленька дівчинка)                                   | Retrato de Virginia (Niña)                                                          | Мазоніт, олія, 84 x 68 см                          | Музей Долорес Ольмедо (Мехіко)                          |
| 1929    | Автопортрет – Час летить                                               | Autorretrato – El tiempo vuela                                                      | Мазоніт, олія, 77.5 x 61 см                        | Колекція Ентоні Браяна                                  |
| 1929    | Автобус                                                                | El camion                                                                           | Полотно, олія, 26 x 55.5 см                        | Музей Долорес Ольмедо (Мехіко)                          |
| 1930    | Портрет жінки в білому                                                 | Retrato de una mujer de blanco                                                      | Полотно, олія, 119 x 81 см                         | Приватна колекція (Берлін)                              |
| 1930    | Автопортрет                                                            | Autorretrato                                                                        | Полотно, олія, 65 x 54 см                          | Приватна колекція (Бостон)                              |
| 1931    | Вітрина на вулиці у Детройті                                           | Aparado en una calle de Detroit                                                     | Метал, олія, 30.3 x 38.2 см                        | Колекція пана та пані Голтц (США)                       |
| 1931    | Фріда і Дієґо Рівера                                                   | Frieda y Diego Rivera                                                               | Полотно, олія, 100 x 79 см                         | Сан-Франциський музей модерного мистецтва (США)         |
| 1931    | Портрет Д-ра Лео Елоессера                                             | Retrato de Dr. Leo Eloesser                                                         | Мазоніт, олія, 85.1 x 59.7 см                      | Медична школа Університету Каліфорнії (Сан-Франциско)   |
| 1931    | Портрет Еви Фредерік                                                   | Retrato de Eva Frederick                                                            | Полотно, олія, 87 x 44 см                          | Музей Долорес Ольмедо (Мехіко)                          |
| 1931    | 'Портрет Джин Вайт                                                     | Retrato de Sra. Jean Wight                                                          | Полотно, олія, 63.5 x 46 см                        | Колекція пана та пані Джон Берґруен (Сан-Франциско)     |
| 1932    | Портрет Лютера Бербенка                                                | Retrato de Luther Burbank                                                           | Мазоніт, олія, 87 x 62 см                          | Музей Долорес Ольмедо (Мехіко)                          |
| 1932    | Фріда і кесарів розтин                                                 | Frida y la operación cesárea                                                        | Полотно, олія, 73 x 62 см                          | Музей Долорес Ольмедо (Мехіко)                          |
| 1932    | Шпиталь Генрі Форда                                                    | Henry Ford Hospital                                                                 | Метал, олія, 30.5 x 38 см                          | Музей Долорес Ольмедо (Мехіко)                          |
| 1932    | Моє народження                                                         | Mi nacimiento                                                                       | Метал, олія, 30.5 x 35 см                          | Приватна колекція Мадонни                               |
| 1932    | Автопортрет на кордоні Мексики і Сполучених Штатів                     | Autorretrato en la frontera entre México y los Estados Unidos                       | Метал, олія, 31 x 35 см                            | Колекція Марії Родрігес де Реєро (Нью-Йорк)             |
| 1933    | Там висить моя сукня                                                   | Allá cuelga mi vestido                                                              | Мазоніт, олія і колаж, 46 x 50 см                  | Галерея Гувера (Сан-Франциско)                          |
| 1933    | Автопортрет – дуже потворна                                            | Autorretrato – muy fea                                                              | Фрески на мазоніті, 27.4 x 22.2 см                 | Приватна колекція (Даллас)                              |
| 1933    | Автопортрет з намистом                                                 | Autorretrato con collar                                                             | Метал, олія, 34.5 x 29.5 см                        | Колекція Жака і Наташі Гельман (Мехіко)                 |
| 1935    | Всього декілька подряпин!                                              | Unos cuantos piquetitos                                                             | Метал, олія, 30 x 40 см                            | Музей Долорес Ольмедо (Мехіко)                          |
| 1935    | Автопортрет з хвилястим волоссям                                       | Autorretrato con pelo rizado                                                        | Бляха, олія, 19.3 x 14.7 см                        | Приватна колекція (Каліфорнія)                          |
| 1936    | Мій дідусь, бабуся, мої батьки і я                                     | Mis abuelos, mis padres, y yo                                                       | Цинк, олія і темпера, 30.7 x 34.5 см               | Музей модерного мистецтва (Нью-Йорк)                    |
| 1937    | Плоди кактуса                                                          | Tunas                                                                               | Метал, олія, 20 x 24 см                            | Колекція Роберта Голмса (Перт)                          |
| 1937    | Фуланґ-Чанґ і я                                                        | Fulang-Chang y yo                                                                   | Мазоніт, олія, 40 x 28 см                          | Музей модерного мистецтва (Нью-Йорк)                    |
| 1937    | Я належу моєму власнику                                                | Pertenezco a mi dueño                                                               | Олія, розміри невідомі                             | Невідома                                                |
| 1937    | Я і моя лялька                                                         | Yo y mi muñeca                                                                      | Металевий лист, олія, 40 x 31 см                   | Колекція Жака і Наташі Гельман (Мехіко)                 |
| 1937    | Пам'ять (Серце)                                                        | Recuerdo                                                                            | Метал, олія, 40 x 28 см                            | Колекція Мішеля Петітжана (Париж)                       |
| 1937    | Годувальниця і я                                                       | Mi nana y yo                                                                        | Метал, олія, 30.5 x 36.83 см                       | Музей Долорес Ольмедо (Мехіко)                          |
| 1937    | Портрет Альберто Місрачі                                               | Retrato de Alberto Misrachi                                                         | Метал, олія, 34.3 x 26.9 см                        | Колекція Ани Місрахі (Мехіко)                           |
| 1937    | Портрет Дієґо Рівери                                                   | Retrato de Diego Rivera                                                             | Дерево, олія, 46 x 32 см                           | Колекція Жака і Наташі Гельман (Мехіко)                 |
| 1937    | Автопортрет присвячений Льву Троцькому                                 | Autorretrato dedicado a Leon Trotsky                                                | Мазоніт, олія, 87 x 70 см                          | Національний музей жіночого мистецтва (Вашингтон)       |
| 1937    | Упокоєний Дімас                                                        | El difuntito Dimas                                                                  | Мазоніт, олія, 48 x 31 см                          | Музей Долорес Ольмедо (Мехіко)                          |
| 1938    | Чотири мешканці Мехіко                                                 | Cuatro habitantes de la Ciudad de México                                            | Метал, олія, 32.4 x 47.6 см                        | Приватна колекція (Пало-Альто)                          |
| 1938    | Плоди землі                                                            | Frutos de la tierra                                                                 | Мазоніт, олія, 40.6 x 60 см                        | Колекція Національного Банку Мексики (Мехіко)           |
| 1938    | Дівчинка з маскою смерті (Вона грається сама)                          | Niña con mascara de meurte (Ella juega solo)                                        | Метал, олія, 14.9 x 11 см                          | Музей мистецтв міста Наґоя (Японія)                     |
| 1938    | Дівчинка з маскою смерті                                               | Niña con mascara de meurte                                                          | Невідомо                                           | Невідомо                                                |
| 1938    | Автопортрет із песиком Іцквінтлі                                       | Perro Itzcuintli conmigo                                                            | Полотно, олія, 71 x 52 см                          | Приватна колекція (Даллас)                              |
| 1938    | Пітайї                                                                 | Pitahayas                                                                           | Метал, олія, 25.4 x 35.6 см                        | Музей сучасного мистецтва (Медісон, США)                |
| 1938    | Спогад відкритої рани                                                  | Recuerdo de la herida abierta                                                       | Олія, 20.3 x 25.4 см                               | Картину знищено у вогні                                 |
| 1938    | Автопортрет                                                            | Autorretrato                                                                        | Oil on plate, 12 x 7 см                            | Приватна колекція (Париж)                               |
| 1938    | Автопортрет (Овальна мініатюра)                                        | Autorretrato (oval miniatura)                                                       | Дерево, олія, 4.1 x 3.8 см                         | Приватна колекція (Нью-Йорк)                            |
| 1938    | Автопортрет – Рамка                                                    | Autorretrato – El marco                                                             | Алюміній і скло, олія, 28.5 x 20.7 см              | Національний музей сучасного мистецтва (Париж)          |
| 1938    | Автопортрет з мавпою                                                   | Autorretrato con mono                                                               | Мазоніт, олія, 40.6 x 30.5 см                      | Мистецька галерея Олбрайт-Нокс (Баффало)                |
| 1938    | Та, що вижила                                                          | Superviviente                                                                       | Метал, олія, 17 x 12 см                            | Приватна колекція                                       |
| 1938    | Авіатроща                                                              | El accidente de aviación                                                            | Олія, розміри невідомі                             | Невідома                                                |
| 1938    | Самогубство Дороті Гейл                                                | El suicidio de Dorothy Hale                                                         | Мазоніт, олія, 60.4 x 48.6 см                      | Художній музей Фінікса (США)                            |
| 1938    | Вони просили літаки, але отримали солом'яні крила                      | Piden aeroplanos y les dan alas de petate                                           | Метал, олія, 12.0 x 16.5 см                        | Невідома                                                |
| 1938    | Що дала мені вода                                                      | Lo que el agua me dio                                                               | Полотно, олія, 91.44 x 70.5 см                     | Колекція Даніеля Філіпаккі (Париж)                      |
| 1938    | When I Have You, Life, How Much I Love You                             | Cuando te tengo a ti, vida, cuanto te quiero                                        | Дошка, олія, 55.6 x 35.6 см                        | Приватна колекція                                       |
| 1938    | Шочитль, квітка життя                                                  | Xochitl, flor de la vida                                                            | Метал, олія, 18 x 9.5 см                           | Колекція Родольфо Гомеса (Мехіко)                       |
| 1939    | Дві Фріди                                                              | Las dos Fridas                                                                      | Полотно, олія, 173.5 x 173 см                      | Музей сучасного мистецтва (Мехіко)                      |
| 1939    | Дві оголені в лісі                                                     | Dos desnudos en un bosque                                                           | Метал, олія, 25 x 30.5 см                          | Колекція Джона і Мері Ширлі (США)                       |
| 1940    | Ретабло                                                                | Retablo                                                                             | Метал, олія, 19.1 x 24.1 см                        | Приватна колекція                                       |
| 1940    | Автопортрет присвячений Сіґмунду Фаєрстоуну                            | Autorretrato dedicado al Sigmund Firestone                                          | Мазоніт, олія, 61 x 43 см                          | Колекція Вайолет Ґершенсон (Нью-Йорк)                   |
| 1940    | Автопортрет із підстриженим волоссям                                   | Autorretrato con pelo corto                                                         | Полотно, олія, 40 x 28 см                          | Музей модерного мистецтва (Нью-Йорк)                    |
| 1940    | Автопортрет з мавпою                                                   | Autorretrato con mono                                                               | Мазоніт, олія, 55.2 x 43.5 см                      | Приватна колекція Мадонни                               |
| 1940    | Автопортрет з терновим намистом і колібрі                              | Autorretrato con collar de espinas                                                  | Полотно, олія, 63.5 x 49.5 см                      | Техаський університет (США)                             |
| 1940    | Автопортрет присвячений д-ру Елоессеру                                 | Autorretrato dedicado al Dr. Eloesser                                               | Мазоніт, олія, 59.5 x 40 см                        | Приватна колекція                                       |
| 1940    | Сон (Ліжко)                                                            | El sueño (La cama)                                                                  | Полотно, олія, 74 x 98.5 см                        | Колекція Сельми і Несугі Ертеґюн (Нью-Йорк)             |
| 1940    | Поранений стіл                                                         | La mesa herida                                                                      | Полотно, олія, 122 x 244 см                        | Невідома (можливо Польща або Москва)                    |
| 1941    | Кошик з квітами                                                        | Cesta con flores                                                                    | Oil on copper plate, 64.1 см                       | Приватна колекція (Сіетл)                               |
| 1941    | Я і мої папуги                                                         | Yo y mis pericos                                                                    | Полотно, олія, 82 x 62.8 см                        | Колекція пана та пані Гаролд Г. Стрім (Нью-Орлеан)      |
| 1941    | Автопортрет у червоно-золотій сукні                                    | Autorretrato con vestido rojo y dorado                                              | Полотно, олія, 37.8 x 26.9 см                      | Колекція Жака і Наташі Гельман (Мехіко)                 |
| 1941    | Автопортрет з боніто                                                   | Autorretrato con bonito                                                             | Полотно, олія, 55 x 43.4 см                        | Приватна колекція (США)                                 |
| 1941    | Автопортрет з косою                                                    | Autorretrato con trenza                                                             | Мазоніт, олія, 51 x 38.7 см                        | Колекція Жака і Наташі Ґельман (Мехіко)                 |
| 1942    | Портрет Лучі Марії, техуанки                                           | Retrato de Lucha Maria, una niña de Tehuacan                                        | Мазоніт, олія, 54.6 x 43.2 см                      | Приватна колекція (Мехіко)                              |
| 1942    | Портрет Маручі Лавін                                                   | Retrato de Marucha Lavin                                                            | Oil on copper, 64.8 см                             | Колекція Хосе Домінґ та Евґенії Лавін (Мехіко)          |
| 1942    | Автопортрет з мавпою і папугою                                         | Autorretrato con mono y perico                                                      | Мазоніт, олія, 54.6 x 43.2 см                      | Колекція Константіні (Буенос-Айрес)                     |
| 1942    | Натюрморт (Круглий)                                                    | Naturaleza muerta (Tondo)                                                           | Oil on copper plate, 63 см                         | Музей Фріди Кало (Койоякан, Мехіко)                     |
| 1943    | Дієго в моїх думках or Thinking of Diego                               | Diego en mi pensamiento o Pensando en Diego                                         | Мазоніт, олія, 76 x 61 см                          | Колекція Жака і Наташі Гельман (Мехіко)                 |
| 1943    | Квітка життя                                                           | Flor de la vida                                                                     | Мазоніт, олія, 27.8 x 19.7 см                      | Музей Долорес Ольмедо (Мехіко)                          |
| 1943    | How Beautiful Life is When It Gives Us Its Riches                      | Que bonita es la vida cuando nos da sus riquezas                                    | Невідомий                                          | Невідома                                                |
| 1943    | Портрет Наташі Ґельман                                                 | Retrato de Natasha Gelman                                                           | Полотно, олія, 30 x 23 см                          | Колекція Жака і Наташі Гельман (Мехіко)                 |
| 1943    | Коріння                                                                | Raíces                                                                              | Метал, олія, 30.5 x 49.9 см                        | Приватна колекція                                       |
| 1943    | Автопортрет з мавпою                                                   | Autorretrato con monos                                                              | Полотно, олія, 81.5 x 63 см                        | Колекція Жака і Наташі Гельман (Мехіко)                 |
| 1943    | Наречена, налякана видовищем життя, що відкрилося перед нею            | La novia asustada al ver la vida abierta                                            | Полотно, олія, 63 x 81.5 см                        | Колекція Жака і Наташі Гельман (Мехіко)                 |
| 1943    | Думаючи про смерть                                                     | Pensando en la muerte                                                               | Полотно натягнуте на мазоніт, олія, 44.5 x 37 см   | Колекція Долорес Ольмедо-Патіньйо                       |
| 1944    | Дієґо і Фріда 1929-1944                                                | Diego y Frida 1929–1944                                                             | Мазоніт, олія, 13 x 8 см                           | Колекція Марії Фелікс (Мехіко)                          |
| 1944    | Портрет Доньї Росіти Морільйо                                          | Retrato de Doña Rosita Morillo                                                      | Полотно натягнуте на мазоніт, олія, 75.5 x 59.5 см | Колекція Долорес Ольмедо-Патіньйо (Мехіко)              |
| 1944    | Портрет Лупіти Морільйо Сафи                                           | Retrato de Lupita Morillo Safa                                                      | Мазоніт, олія, 58.7 x 53.3 см                      | Приватна колекція                                       |
| 1944    | Портрет Маріани Морільйо Сафи                                          | Retrato de Mariana Morillo Safa                                                     | Полотно, олія, 40 x 28 см                          | Приватна колекція (Нью-Йорк)                            |
| 1944    | Портрет Аліції та Едуардо Сафи                                         | Retrato de Alicia y Eduardo Safa                                                    | Полотно, олія, 56 x 85.5 см                        | Колекція Долорес Ольмедо-Патіньйо (Мехіко)              |
| 1944    | Портрет Інженера Едуардо Морільйо Сафи                                 | Retrato del Ingeniero Eduardo Morillo Safa                                          | Мазоніт, олія, 41.9 x 31.2 см                      | Колекція Долорес Ольмедо-Патіньйо (Мехіко)              |
| 1944    | Портрет Марте Р. Ґомеса                                                | Retrato de Marte R. Gómez                                                           | Мазоніт, олія, 32.5 x 26.5 см                      | Колекція Марте Ґомес Леаль (Мехіко)                     |
| 1944    | Зламана колона                                                         | La columna rota                                                                     | Полотно, олія, 43 x 33 см                          | Музей Долорес Ольмедо (Мехіко)                          |
| 1945    | Магнолії                                                               | Magnolias                                                                           | Мазоніт, олія, 41 x 57 см                          | Колекція Бальбіни Аскарраґи (Мехіко)                    |
| 1945    | Мойсей                                                                 | Moises                                                                              | Мазоніт, олія, 61 x 75.6 см                        | Приватна колекція                                       |
| 1945    | Автопортрет з мавпою                                                   | Autorretrato con mono                                                               | Мазоніт, олія, 57 x 42 см                          | Колекція Фонду Роберта Бреді (Куернавака)               |
| 1945    | Автопортрет з мавпеням                                                 | Autorretrato con changuito                                                          | Мазоніт, олія, 39.5 x 34.5 см                      | Музей Долорес Ольмедо (Мехіко)                          |
| 1945    | Курча                                                                  | El pollito                                                                          | Мазоніт, олія, 27.2 x 22.2 см                      | Музей Долорес Ольмедо (Мехіко)                          |
| 1945    | Маска                                                                  | La mascara (de la locura)                                                           | Мазоніт, олія, 40 x 30.5 см                        | Музей Долорес Ольмедо (Мехіко)                          |
| 1945    | Без надії                                                              | Sin esperanza                                                                       | Полотно натягнуте на мазоніт, олія, 28 x 36 см     | Колекція Долорес Ольмедо-Патіньйо (Мехіко)              |
| 1946    | Пейзаж                                                                 | Paisaje                                                                             | Полотно, олія, 20 x 27 см                          | Музей Фріди Кало (Койоякан, Мехіко)                     |
| 1946    | Поранений олень                                                        | El venado herido                                                                    | Мазоніт, олія, 22.4 x 30 см                        | Колекція Каролін Фарб (Х'юстон)                         |
| 1946    | Дерево надії, стій прямо!                                              | Arbol de la esperanza, mantente firme                                               | Мазоніт, олія, 55.9 x 40.6 см                      | Колекція Даніеля Філіпаккі (Париж)                      |
| 1947    | Автопортрет з розпущеним волоссям                                      | Autorretrato con el pelo suelto                                                     | Мазоніт, олія, 61 x 45 см                          | Приватна колекція (Де-Мойн)                             |
| 1947    | Сонце і життя                                                          | El sol y la vida                                                                    | Мазоніт, олія, 40 x 50 см                          | Колекція Мануеля Перускія, Галерея Арвіль (Мехіко)      |
| 1948    | Автопортрет                                                            | Autorretrato                                                                        | Мазоніт, олія, 50 x 39.5 см                        | Колекція д-ра Самуеля Фастліхта (Мехіко)                |
| 1949    | Дієґо і я                                                              | Diego y yo                                                                          | Полотно натягнуте на мазоніт, олія, 29.5 x 22.4 см | Колекція витончених мистецтв Мері-Енн Мартін (Нью-Йорк) |
| 1949    | Обійми всесвітнього кохання, Земля (Мехіко), я, Дієґо і сеньйор Коатль | El aabrazo de amor de el universo, la tierra (México), yo, Diego, y el Señor Xolotl | Полотно, олія, 70 x 60.5 см                        | Колекція Жака і Наташі Гельман (Мехіко)                 |
| 1950    | Портрет сім'ї Фріди                                                    | Retrato de la familia de Frida                                                      | Мазоніт, олія, 41 x 59 см                          | Музей Фріди Кало (Койоякан, Мехіко)                     |
| 1951    | Кокоси                                                                 | Cocos                                                                               | Мазоніт, олія, 25.4 x 34.6 см                      | Музей сучасного мистецтва (Мехіко)                      |
| 1951    | Портрет мого батька                                                    | Retrato de mi padre                                                                 | Мазоніт, олія, 60.5 x 46.5 см                      | Музей Фріди Кало (Койоякан, Мехіко)                     |
| 1951    | Автопортрет з портретом доктора Фаріля                                 | Autorretrato con el retrato del Dr. Farill                                          | Мазоніт, олія, 41,5 x 50 см                        | Галерея Арвіль (Мехіко)                                 |
| 1951    | Натюрморт присвячений Семюелю Фастляйхту                               | Naturaleza muerta dedicado al Samuel Fastlicht                                      | Полотно, олія, 28.2 x 36 см                        | Колекція д-ра Самуеля Фастліхта (Мехіко)                |
| 1951    | Натюрморт з папугою та прапором                                        | Naturaleza muerta con loro y bandera                                                | Мазоніт, олія, 28 x 40 см                          | Колекція Діаса Ордаса (Мехіко)                          |
| 1951    | 'Натюрморт з папугою та фруктами                                       | Naturaleza muerta con loro y fruta                                                  | Полотно, олія, 25.4 x 29.7 см                      | Техаський університет (США)                             |
| 1951    | Коло                                                                   | El circulo                                                                          | Метал, олія, 15 см                                 | Колекція Долорес Ольмедо-Патіньйо (Мехіко)              |
| 1951    | Кокоси зі сльозами                                                     | Cocos llorando                                                                      | Мазоніт, олія, 23.2 x 30.5 см                      | Колекція Бернарда і Едіт Левін (Палм-Спрінгз)           |
| 1952    | Конгрес народів за мир                                                 | Congreso de los pueblos por la paz                                                  | Масло і темпера на мазоніті, 19.1 x 25.1 см        | Невідома                                                |
| 1952    | Жива природа                                                           | Naturaleza viva                                                                     | Полотно, олія, 44 x 59.7 см                        | Колекція Марії Фелікс (Мехіко)                          |
| 1952    | Натюрморт присвячений Семюелю Фастляйхту                               | Naturaleza muerta dedicado al Samuel Fastlicht                                      | Полотно натягнуте на дошку, олія, 25.8 x 44 см     | Колекція д-ра Самуеля Фастліхта (Мехіко)                |
| 1953    | Плід життя                                                             | Fruta de la vida                                                                    | Мазоніт, олія, 47 x 62 см                          | Колекція Ракель М. де Еспіноза Уллоа (Мехіко)           |
| 1953    | Натюрморт з кавунами                                                   | Naturaleza muerta con sandias                                                       | Спресоване дерево, олія, 40 x 60 см                | Музей сучасного мистецтва (Мехіко)                      |
| 1954    | Марксизм подарує здоров'я хворим                                       | El Marxismo dará salud a los enfermos                                               | Мазоніт, олія, 76 x 61 см                          | Музей Фріди Кало (Койоякан, Мехіко)                     |
| 1954    | Автопортрет з портретом Дієґо на грудях і Марії на чолі                | Autorretrato con el retrato de Diego en el pecho y María entre las cejas            | Мазоніт, олія, 61 x 41 см                          | Невідома                                                |
| 1954    | Автопортрет зі Сталіним                                                | Autorretrato con Stalin                                                             | Мазоніт, олія, 59 x 39 см                          | Музей Фріди Кало (Койоякан, Мехіко)                     |
| 1954    | Натюрморт з прапором                                                   | Naturaleza muerta con bandera                                                       | Мазоніт, олія, 38 x 52 см                          | Музей Фріди Кало (Койоякан, Мехіко)                     |
| 1954    | Хай живе життя і д-р Хуан Фаріль                                       | Viva la vida y el Dr. Juan Farill                                                   | Мазоніт, олія, 39 x 65 см                          | Приватна колекція (Мехіко)                              |
| 1954    | Цегляні печі                                                           | Los hornos de ladrillo                                                              | Мазоніт, олія, 39 x 59.5 см                        | Музей Фріди Кало (Койоякан, Мехіко)                     |
| 1954    | Автопортрет на фоні пезажу з сонцем, що заходить                       | Autorretrato en un paisaje con el sol poniéndose                                    | Невідомий                                          | Картину знищила Кало                                    |
| 1954    | Хай живе життя, Кавуни                                                 | Viva la vida, sandias                                                               | Мазоніт, олія, 59.5 x 50.8 см                      | Музей Фріди Кало (Койоякан, Мехіко)                     |

 Справжність цих картин під сумнівом.